# I Am Legend (film)
 For alternative betydninger, se I Am Legend. (Se også artikler, som begynder med I Am Legend)
I Am Legend er en amerikansk apokalyptisk og post-apokalyptisk science-fiction-film fra 2007 instrueret af Francis Lawrence og med Will Smith i hovedrollen som doktor Robert Neville. Det er den tredje filmatisering af Richard Mathesons roman I Am Legend fra 1954. 

## Handling
Robert Neville er muligvis jordens eneste overlevende menneske efter et angreb af et menneskeskabt virus ved navn "KV" (Krippin Virus), der starter i år 2009 i New York City og breder sig til resten af kloden. Robert bor sammen med sin hund i tre år, mens han arbejder på at finde en vaccine, prøver at få kontakt med eventuelle andre uinficerede overlevende og forsøger at overleve truslen fra de nattevandrende, blodtørstige skabninger, der er inficeret af virusset.

## Medvirkende
- Will Smith - (Robert Neville)
- Alice Braga - (Anna)
- Charlie Tahan - (Ethan)
- Willow Smith - (Marley Neville)